# Porte d'enceinte de Cézy
La porte d'enceinte de Cézy est une fortification située sur la commune de Cézy, dans le département de l'Yonne, en France.

## Localisation
Elle se trouve au centre du bourg.

## Historique
L'édifice est inscrit au titre des monuments historiques par arrêté du 10 décembre 1926.